# Australothele
Australothele es un género de arañas migalomorfas de la familia Dipluridae. Se encuentra en Australia en Queensland y Nueva Gales del Sur.

## Lista de especies
Según The World Spider Catalog 11.5:
- Australothele bicuspidata Raven, 1984
- Australothele jamiesoni Raven, 1984
- Australothele maculata Raven, 1984
- Australothele magna Raven, 1984
- Australothele montana Raven, 1984
- Australothele nambucca Raven, 1984
- Australothele nothofagi Raven, 1984